# Offene Tür (Jugendhilfe)
Offene Tür („OT“) bezeichnet im Gebiet der Sozialpädagogik das Arbeitskonzept zahlreicher Kinder- und Jugendfreizeiteinrichtungen, deren Angebote für Jeden und ohne Anmeldung offen sind; diese Angebote werden folglich nicht in Kursen mit festgelegtem Zugang veranstaltet. Mitunter werden auch die Einrichtungen selbst als „Offene Tür“ bezeichnet. In vielen Freizeiteinrichtungen stehen auch tatsächlich alle Türen zu betreuten Räumen offen (z. B.: zur Kreativwerkstatt, zum Keramikraum).
Neben „OT“ werden teilweise auch die Bezeichnungen „TOT“ (Teiloffene Tür), „HOT“ (Halboffene Tür) und „KOT“ (Kleine offene Tür) verwendet, um verschiedene Grade der Abstufungen zu verdeutlichen. Viele Einrichtungen haben neben ihren Angeboten des OT-Bereichs auch nicht-offene Angebote (Kurse).

## Belege
1. ↑  Beispiel für ein „Kinder- und Jugendhaus OT“
2. ↑  Beispiel für eine „Teilweise offene Tür“
3. ↑  Beispiel für eine „Kleine offene Tür“